# Lucius Salvidienus Rufus Salvianus

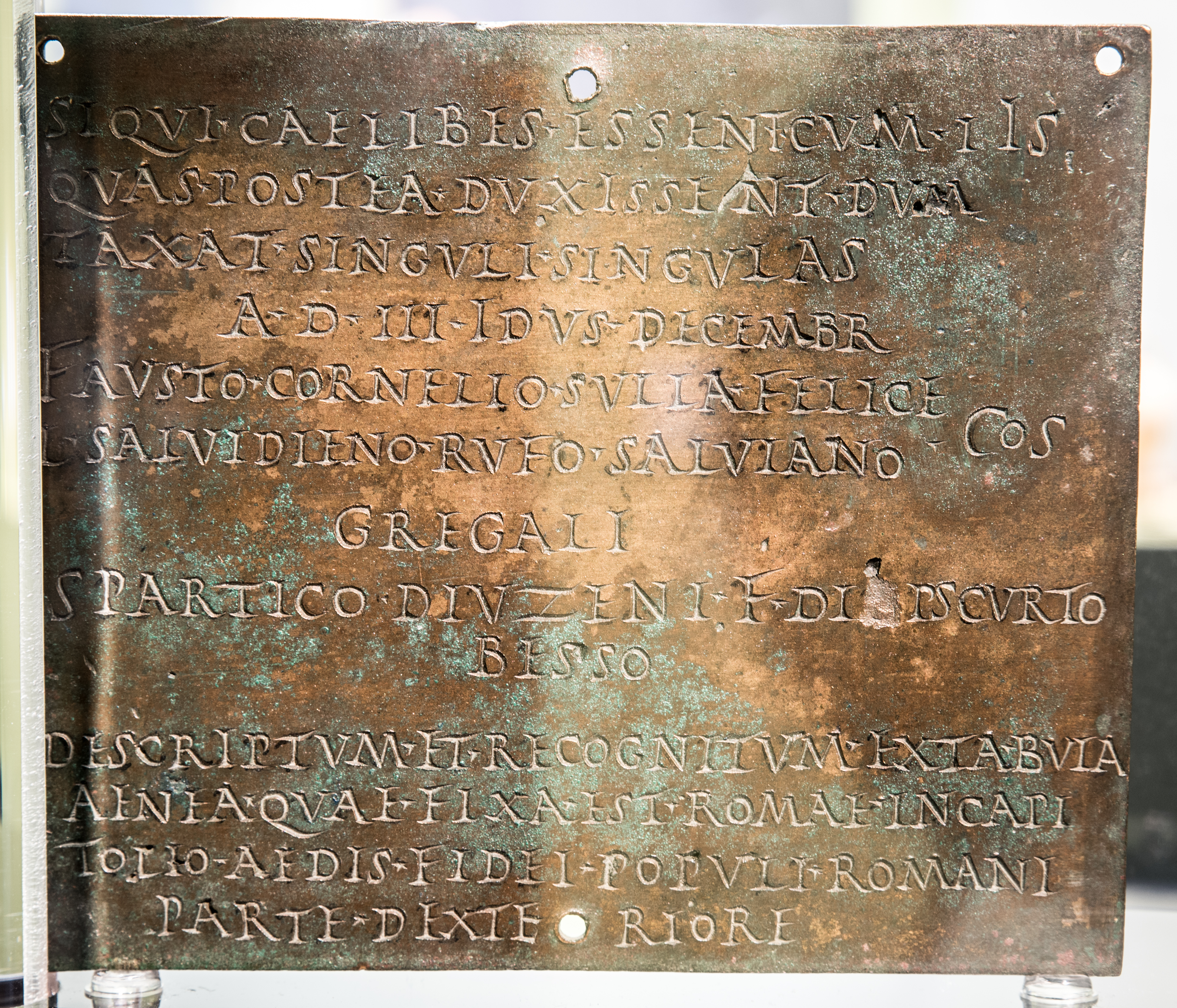
Das Militärdiplom von 52 n. Chr.

Lucius Salvidienus Rufus Salvianus war ein im 1. Jahrhundert n. Chr. lebender römischer Politiker. In den beiden Militärdiplomen des Jahres 61 wird sein Name als Lucius Salvidienus Salvianus Rufus angegeben.
Durch ein Militärdiplom, das auf den 11. Dezember 52 datiert ist, ist belegt, dass Salvianus 52 zusammen mit Faustus Cornelius Sulla Felix Suffektkonsul war. Durch zwei weitere Diplome, die auf den 2. Juli 61 datiert sind, ist nachgewiesen, dass er im Jahr 61 Statthalter in der Provinz Illyricum inferior (d. h. in der Provinz Pannonia) war.